# Подладанниковые
Подладанниковые (лат. Cytinaceae) — семейство цветковых растений порядка Мальвоцветные (лат. Malvales), состоящее из 2 родов и около 10 видов.

## Ботаническое описание

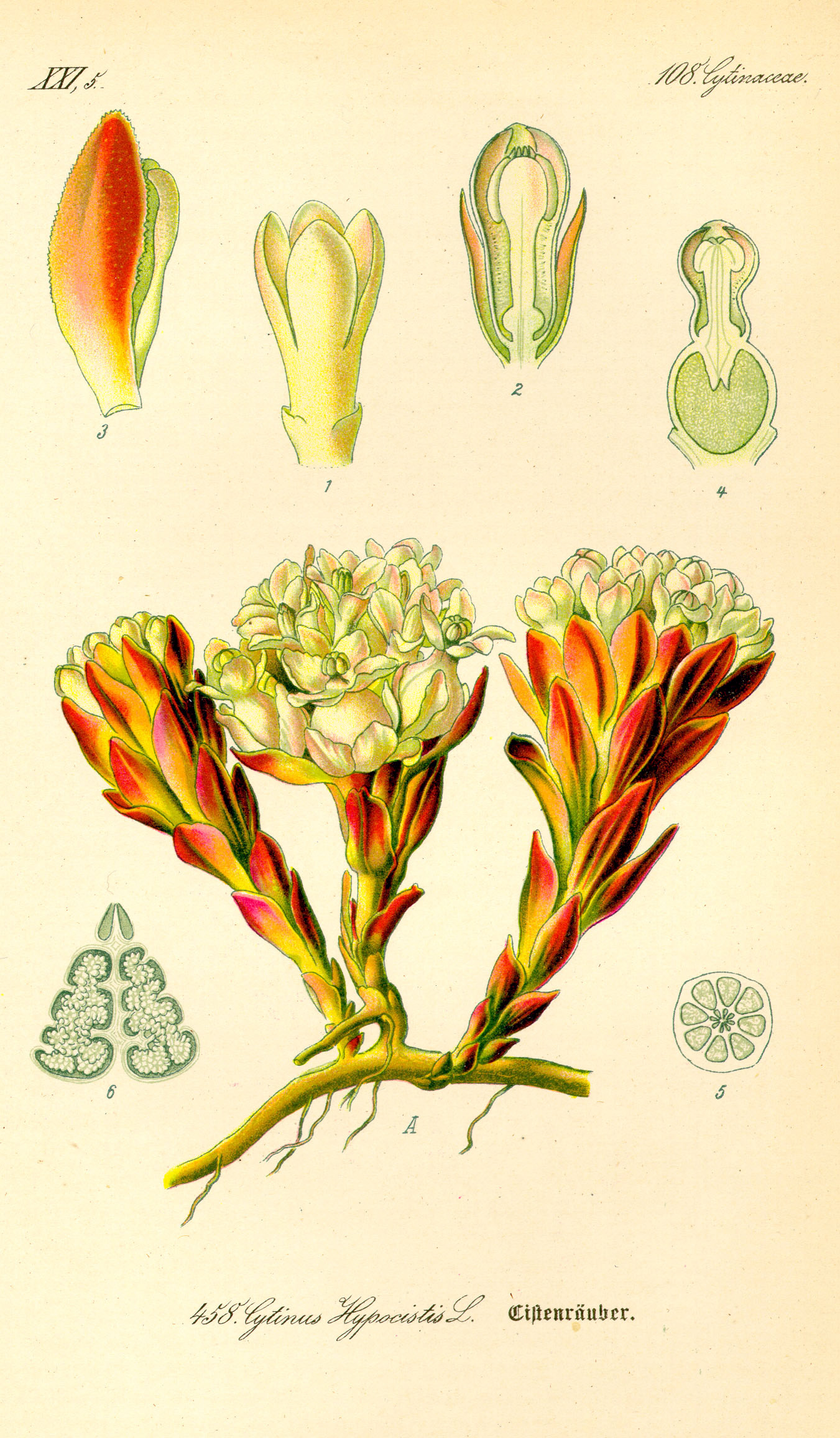
Cytinus hypocistis

Представители семейства — паразитические растения, существующие целиком за счёт растений-хозяев. Они не могут фотозинтезировать, так как в их клетках отсутствует хлорофилл. Все необходимые вещества они получают из растения-хозяина, к которому прикрепляются с помощью присосок — гаусторий. Настоящие же корни отсутствуют. То, что обычно принимают за листья, на самом деле — прицветники соцветий, а настоящие листья сильно уменьшены и располагаются в мутовках. 
Среди представителей семейства есть как однодомные, так и двудомные растения. Цветки собраны в кистевидные, иногда головчатые соцветия. Однополые цветки мелкие или средние по размеру, имеют радиальную симметрию. У некоторых видов они имеют неприятный запах. Околоцветник трубчатый и состоит из слившихся чашелистиков, лепестки отсутствуют. Мужские цветки содержат 8, или, реже, 100 фертильных тычинок, плодолистики в женских цветках малозаметны. Пыльцевые зёрна имеют 2 или 3, реже 4 отверстия. Женские цветки имеют нижнюю завязь, причём число завязей равно числу плодолистиков. 
Опыляют цветки муравьи или птицы.
В результате оплодотворения образуется большое число ягод с множеством семян. Крошечные семена не содержат эндосперма, и зародыш находится в рудиментарном состоянии.

## Систематическое положение
Два вида семейства раньше рассматривались в составе семейства Раффлезиевые (лат. Rafflesiaceae), порядка Мальпигиецветные (лат. Malpighiales). Когда они были выделены в самостоятельное семейство, то сперва его также отнесли к мальпигиецветным, но позже были отнесены к мальвоцветным.

## Роды

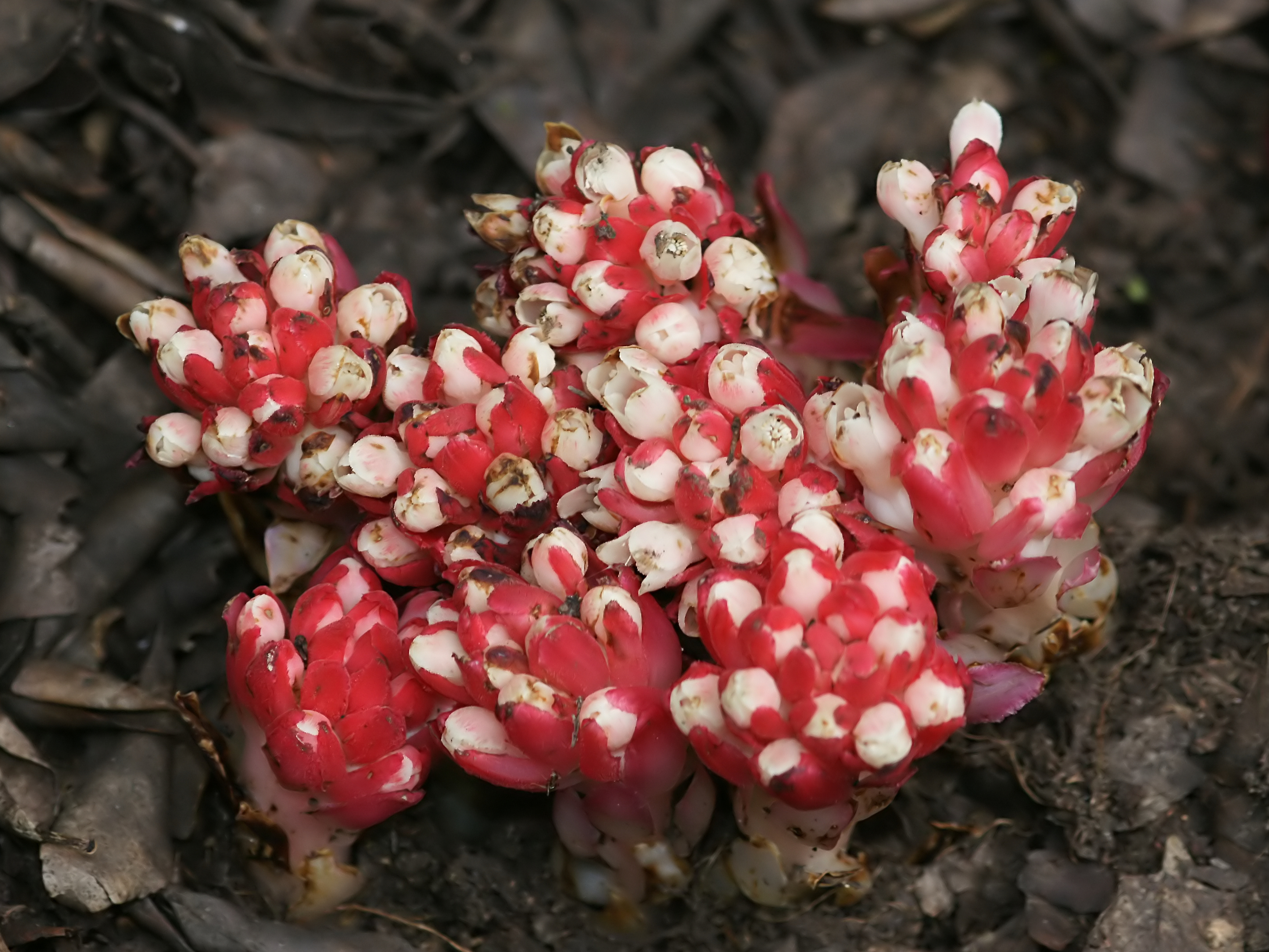
Подладанник красный

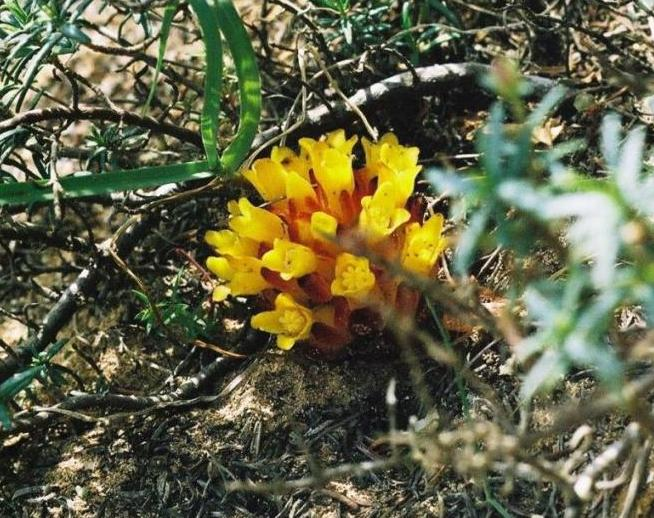
Подладанник жёлтый

По информации базы данных The Plant List (на июль 2016) семейство включает 2 рода и 12 видов:
- Bdallophytum — включает три вида.
- Cytinus typus — Подладанник — включает 8 видов.